# かぐや姫と7人の王子たち
『かぐや姫と7人の王子たち イケメンバトルロワイヤル』（かぐやひめとしちにんのおうじたち イケメンバトルロワイヤル）は、2019年6月1日からAbemaTVで配信されているバラエティ番組である。

## 内容
過去の恋愛により恋愛不信となっている女性・エリー（かぐや姫）を主人公に、様々なバックグラウンドを持つ7人の男性が共同生活を送り、王子様の座を射止めるべく沖縄を舞台に争う恋愛リアリティーショー。
1日目はウェルカムパーティーから始まり、男性15名の中から7人へムーンブローチを渡すという形で運命の王子候補をセレクト。1週ごとにかぐや姫による「ムーンジャッジ」がおこなわれ、男性陣の脱落者が決められる。脱落者の決まる前日朝には補充の候補が訪れ、入れ替えられる。このため姫の印象に残るために自己アピールすることも大事であるが、悪目立ちすると指名に直結してしまう。
1人の女性を複数の異性で争う様から「女性版バチェラー」とも例えられる。
最終回となる8月17日は1時間に拡大し配信する。

## 出演者

### スタジオMC
白バックのシンプルなセットにソファーを置き、モニターを見ながらコメントする。昴生いわく「ロケに金かけすぎて残ってない」。
- ミキ（昴生、亜生）
- 田中みな実

### パーティー会場
- かぐや姫：エリー（演:エリー）

正真正銘のお嬢様。ウェルカムパーティー主催者。
- 執事：渋江譲二
- 運命の王子候補：モデルからお笑い芸人までの様々な男性。

バトルロワイヤルに代表されるようにモチーフのひとつしてプロレスがとられており、「ミスター・レディファースト」、「計算できない京大生」など王子候補にはプロレス風の二つ名が寄与される。
またかぐや姫の趣味がキックボクシングということもあり、沖縄の澄んだ海といった風景の中に、格闘技のイメージシーンも投入されている。

### ゲスト
Abemaビデオ限定配信「第0夜」にてスタジオゲスト出演。
- 梶田冬磨（恋する♥週末ホームステイ）
- 青木菜花（恋する週末ホームステイ）
- 前田俊（今日、好きになりました。）
- 重川茉弥（今日、好きになりました。）

## 音楽
- 主題歌、エンディングテーマ：CHIHIRO「好きだけどサヨナラ」

## スタッフ
- 撮影協力：LE CANA MOTOBU ルカナモトブ、国営沖縄記念公園、沖縄美ら海水族館、伊原道場、POWERHOUSE GYM HIDE YAMAGISHI TOKYO JAPAN
- 動画協力：iStock.com
- 技術協力：METASIX
- 編集：スタジオWELT
- 制作著作：AbemaTV